# 静志寺塔基地宫
静志寺塔基地宫位于中华人民共和国河北省定州市，原为静志寺塔基下的地宫。地宫建于宋太平兴国二年。1969年5月电力公司施工时发现了这座地宫，同年7月定县博物馆对地宫进行了清理工作。地宫出土了大量珍贵文物，包括一批北宋定窑瓷器。已列为全国重点文物保护单位

## 保护
1982年7月23日，静志寺塔基地宫由河北省人民政府公布为河北省第二批文物保护单位，编号2-49-3-	21。
2006年5月25日，静志寺塔基地宫由中华人民共和国国务院公布为第六批全国重点文物保护单位，编号6-0321-3-024。